# Italia en la Copa Mundial de Fútbol de 1966
Italia fue una de las 16 selecciones participantes de la Copa Mundial de Fútbol de Inglaterra 1966, la que es su sexta participación en un mundial y la segunda de manera consecutiva.

## Clasificación

### Grupo 8
| Pos. | País      | J | G | E | P | GF | GC | GD  | Pts |
| ---- | --------- | - | - | - | - | -- | -- | --- | --- |
| 1    | Italia    | 6 | 4 | 1 | 1 | 17 | 3  | +14 | 9   |
| 2    | Escocia   | 6 | 3 | 1 | 2 | 8  | 8  | 0   | 7   |
| 3    | Polonia   | 6 | 2 | 2 | 2 | 11 | 10 | +1  | 6   |
| 4    | Finlandia | 6 | 1 | 0 | 5 | 5  | 20 | -15 | 2   |

| 4-1-1964 | Italia                                                                             | 6–1     | Finlandia    | Genoa, Italia,        |                       |
|          | Facchetti 1' · Holmqvist 8' (a.g.) · Rivera 16' · Bulgarelli 49' · Mazzola 54' 83' | Reporte | Peltonen 88' | Árbitro(s): Rodrigues | Árbitro(s): Rodrigues |

| 18-4-1965 | Polonia | 0–0     | Italia | Warsaw, Polonia    |                    |
|           |         | Reporte |        | Árbitro(s): Roomer | Árbitro(s): Roomer |

| 23-6-1965 | Finlandia | 0–2     | Italia          | Helsinki, Finlandia   |                       |
|           |           | Reporte | Mazzola 33' 78' | Árbitro(s): Bachramov | Árbitro(s): Bachramov |

| 1-11-1965 | Italia                                                   | 6–1     | Polonia      | Roma, Italia      |                   |
|           | Mazzola 5' · Barison 25' 65' 87' · Rivera 71' · Mora 79' | Reporte | Lubański 84' | Árbitro(s): Klein | Árbitro(s): Klein |

| 9-11-1965 | Escocia   | 1–0     | Italia | Glasgow, Escocia      |                       |
|           | Greig 88' | Reporte |        | Árbitro(s): Kreitlein | Árbitro(s): Kreitlein |

| 7-12-1965 | Italia                                  | 3–0     | Escocia | Naples, Italia    |                   |
|           | Pascutti 38' · Facchetti 73' · Mora 89' | Reporte |         | Árbitro(s): Zsolt | Árbitro(s): Zsolt |

## Jugadores
Estos son los 22 jugadores convocados para el torneo:

## Resultados

### Grupo 4
| País            | J | G | E | P | GF | GC | PTS |
| --------------- | - | - | - | - | -- | -- | --- |
| Unión Soviética | 3 | 3 | 0 | 0 | 6  | 1  | 6   |
| Corea del Norte | 3 | 1 | 1 | 1 | 2  | 4  | 3   |
| Italia          | 3 | 1 | 0 | 2 | 2  | 2  | 2   |
| Chile           | 3 | 0 | 1 | 2 | 2  | 5  | 1   |

| 13 de julio de 1966 | Italia                   | 2-0     | Chile | Roker Park, Sunderland                                       |                                                              |
|                     | Mazzola 8' · Barison 88' | Reporte |       | Asistencia: 27 199 espectadores Árbitro(s): Gottfried Dienst | Asistencia: 27 199 espectadores Árbitro(s): Gottfried Dienst |

| 16 de julio de 1966 | Unión Soviética | 1-0     | Italia | Roker Park, Sunderland                                       |                                                              |
|                     | Chislenko 57'   | Reporte |        | Asistencia: 27 793 espectadores Árbitro(s): Rudolf Kreitlein | Asistencia: 27 793 espectadores Árbitro(s): Rudolf Kreitlein |

| 19 de julio de 1966 | Corea del Norte | 1-0     | Italia | Ayresome Park, Middlesbrough                                |                                                             |
|                     | Pak 42'         | Reporte |        | Asistencia: 17 829 espectadores Árbitro(s): Pierre Schwinte | Asistencia: 17 829 espectadores Árbitro(s): Pierre Schwinte |